# Piton des Neiges (marque)
Pour les articles homonymes, voir Piton des Neiges.
Piton des Neiges est une marque de produits laitiers française, commercialisée à La Réunion par la Compagnie laitière des Mascareignes. 
Elle a été fondée en 1962 par la Sicalait. 
Son logo représente des montagnes enneigées, référence au Piton des Neiges, le point culminant du département où elle est vendue.